# José María Martínez (sindicalista)
José María Martínez (Prunales, Parres, 1884-Gijón, 11 de octubre de 1934) fue un anarcosindicalista y revolucionario español. Secretario de la Confederación Regional de CNT en Asturias desde la década de 1920, fue uno de los principales impulsores del entendimiento con el sindicato UGT que daría lugar a la Alianza Obrera, germen de la Unión de Hermanos Proletarios y de la Revolución de Asturias de 1934.
Fue asesinado junto con Bonifacio Martín por las tropas gubernamentales comandadas por Eduardo López de Ochoa y Portuondo. Su cuerpo fue hallado en la localidad de Sotiello con una herida de bala en el pecho.